# Axo Finans
Axo Finans är ett nordiskt finansteknologiföretag specialiserat på personlig ekonomi och låneförmedling. Företaget driver också uScore, en plattform som hjälper användare att spåra och förbättra sina kreditpoäng, samt LendMe, en tjänst som låter individer jämföra lånealternativ från olika långivare.

## Historia
Axo Finans grundades 2008 i Oslo, Norge, av Stig Arff och Morten Armand Johansen, som båda hade erfarenhet från banksektorn.
Företaget expanderade sin verksamhet 2013 genom att etablera ett svenskt kontor i Göteborg. Hösten 2019 gick Axo Finans in på den finländska marknaden under varumärket Axolaina och öppnade ett kontor i Helsingfors. Under samma period förvärvades företaget av det amerikanska private equity-bolaget Corsair.
År 2021 förvärvade Axo Finans det danska låneförmedlingsföretaget LendMe, baserat i Köpenhamn. Sommaren 2022 förvärvade företaget det norska fintechföretaget Defero, som senare omprofilerades till uScore.
I januari 2025 tillkännagav Axo Group och Zmarta Group en sammanslagning för att kombinera sina digitala plattformar för personlig ekonomi i Norden. Detta partnerskap stärker Axo Finans erbjudanden genom att integrera Zmartas jämförelsetjänster för lån, försäkringar och elpriser.

## Verksamhet
Axo Finans verkar som en del av Axo Group. Axo Finans är en del av en större grupp finansiella tjänsteplattformar som inkluderar:
- Axo Finans, en låneförmedlare som verkar i Norge, Sverige och Finland.
- LendMe, Danmarks största låneförmedlare och erbjuder jämförelsetjänster för lån.
- uScore, en finansiell plattform med över 900 000 medlemmar som tillhandahåller insikter om kreditpoäng, bostadsvärden och finansiella produkter.